# Castanheira (Mogadouro)
Castanheira ist ein Ort und eine ehemalige Gemeinde (Freguesia) im portugiesischen Kreis Mogadouro. Die Gemeinde hatte 77 Einwohner (Stand 30. Juni 2011).
Am 29. September 2013 wurden die Gemeinden Castanheira, Sanhoane und Brunhozinho zur neuen Gemeinde União das Freguesias de Brunhozinho, Castanheira e Sanhoane zusammengeschlossen.